# 奇勒姆 (馬里蘭州)
奇勒姆（英語：Chillum）是位於美國馬里蘭州佐治王子縣的一個普查規定居民點。

## 人口
根據2020年美國人口普查的數據，奇勒姆的面積為8.81平方千米，當中陸地面積為8.73平方千米，而水域面積為0.08平方千米。當地共有人口36039人，而人口密度為每平方千米4,090.69人。